# Női 400 méteres gyorsúszás a 2013. évi nyári európai ifjúsági olimpiai fesztiválon
A 2013. évi nyári európai ifjúsági olimpiai fesztiválon az úszó versenyszámok közül a női 400 méteres gyorsúszás versenyeit július 18.-án rendezték Utrechtben.

## Rekordok
A versenyt megelőzően a következő rekordok voltak érvényben:
| EYOF rekord | Mariya Baklakova (Oroszország) | 4:15.17 | Trabzon, Törökország | 2011 |

## Előfutamok
| H   | Név                          | Nemzet             | E       | Mj |
| --- | ---------------------------- | ------------------ | ------- | -- |
| 1.  | Arina Openysheva             | Oroszország        | 4:20.48 | Q  |
| 2.  | Paula Ruiz Bravo             | Spanyolország      | 4:21.59 | Q  |
| 3.  | Valeriia Timchenko           | Ukrajna            | 4:26.22 | Q  |
| 4.  | Juhász Janka                 | Magyarország       | 4:26.67 | Q  |
| 5.  | Lea Marchal                  | Franciaország      | 4:26.81 | Q  |
| 6.  | Vasilisa Zeliankevich        | Fehéroroszország   | 4:27.16 | Q  |
| 7.  | Georgia Coates               | Egyesült Királyság | 4:27.19 | Q  |
| 8.  | Anna Marie Benesova          | Csehország         | 4:27.30 | Q  |
| 9.  | Leonie Kullmann              | Németország        | 4:27.66 | T1 |
| 10. | Sveva Schiazzano             | Olaszország        | 4:27.70 | T2 |
| 11. | Rachel Bethel                | Írország           | 4:28.71 |    |
| 12. | Tamila Hryhorivna Holub      | Portugália         | 4:29.47 |    |
| 13. | Anja Crevar                  | Szerbia            | 4:29.65 |    |
| 14. | Aino Otava                   | Finnország         | 4:30.62 |    |
| 15. | Krista Ceplite               | Lettország         | 4:33.65 |    |
| 16. | Paulina Piechota             | Lengyelország      | 4:35.73 |    |
| 17. | Sevval Ay                    | Törökország        | 4:35.76 |    |
| 18. | Ilektra-Varvara Lebl         | Görögország        | 4:35.98 |    |
| 19. | Sofia Felgitscher            | Ausztria           | 4:36.64 |    |
| 20. | Gaja Kristan                 | Szlovénia          | 4:39.01 |    |
| 21. | Sunneva Doegg Fridriksdottir | Izland             | 4:39.67 |    |
| 22. | Amit Saba                    | Izrael             | 4:40.23 |    |
| 23. | Elena Giovannini             | San Marino         | 4:43.16 |    |
| 24. | Kertu Ly Alnek               | Észtország         | 4:43.31 |    |
| 25. | Emilia Colti Dumitrescu      | Románia            | 4:47.18 |    |
| 26. | Greta Gataveckaite           | Litvánia           | 4:50.19 |    |

## Döntő
| H     | Név                   | Nemzet             | E       | Mj |
| ----- | --------------------- | ------------------ | ------- | -- |
| Arany | Arina Openysheva      | Oroszország        | 4:17.07 |    |
| Ezüst | Paula Ruiz Bravo      | Spanyolország      | 4:19.15 |    |
| Bronz | Valeriia Timchenko    | Ukrajna            | 4:20.37 |    |
| 4.    | Lea Marchal           | Franciaország      | 4:20.50 |    |
| 5.    | Juhász Janka          | Magyarország       | 4:23.18 |    |
| 6.    | Georgia Coates        | Egyesült Királyság | 4:24.09 |    |
| 7.    | Anna Marie Benesova   | Csehország         | 4:25.63 |    |
| 8.    | Vasilisa Zeliankevich | Fehéroroszország   | 4:25.99 |    |